# Silene dyris
Silene dyris är en nejlikväxtart som beskrevs av René Charles Maire. Silene dyris ingår i släktet glimmar, och familjen nejlikväxter. Inga underarter finns listade i Catalogue of Life.